# غولان سفلي
غولان سفلي هي قرية في مقاطعة سردشت، إيران. يقدر عدد سكانها بـ 103 نسمة بحسب إحصاء 2016.